# Ian Blatchford
Sir Ian Craig Blatchford FSA (17 de agosto de 1965), é o atual diretor do Science Museum Group, que supervisiona o Science Museum, em Londres, e outros museus ingleses relacionados. Anteriormente, foi vice-diretor do Victoria and Albert Museum.

## Biografia
Blatchford estudou direito no Mansfield College, na Universidade Oxford. Também possui um mestrado em Estudos Renascentistas em Birkbeck, Universidade de Londres. Começou sua carreira trabalhando no Bank of England e no banco de investimentos Barclays, na City de Londres. Então se juntou ao Conselho de Artes da Inglaterra como vice-diretor de finanças. Mudou-se para a agência de marketing e design Cricket Communications, no cargo de controlador financeiro. Em 1996, ingressou na Royal Academy of Arts como diretor de finanças.
Em abril de 2002, Blatchford ingressou no Victoria and Albert Museum como diretor de finanças e recursos. Tornou-se vice-diretor dessa instituição em dezembro de 2004, deixando o posto para assumir a direção do National Museum of Science and Industry, atual Science Museum Group, em outubro de 2010. O SMG é um grupo de museus do Reino Unido, que inclui o Science Museum, em Londres, o Museum of Science and Industry, em Manchester, o National Railway Museum, em York, o Shildon Locomotion Museum, em Shildon, e o National Media Museum, em Bradford.

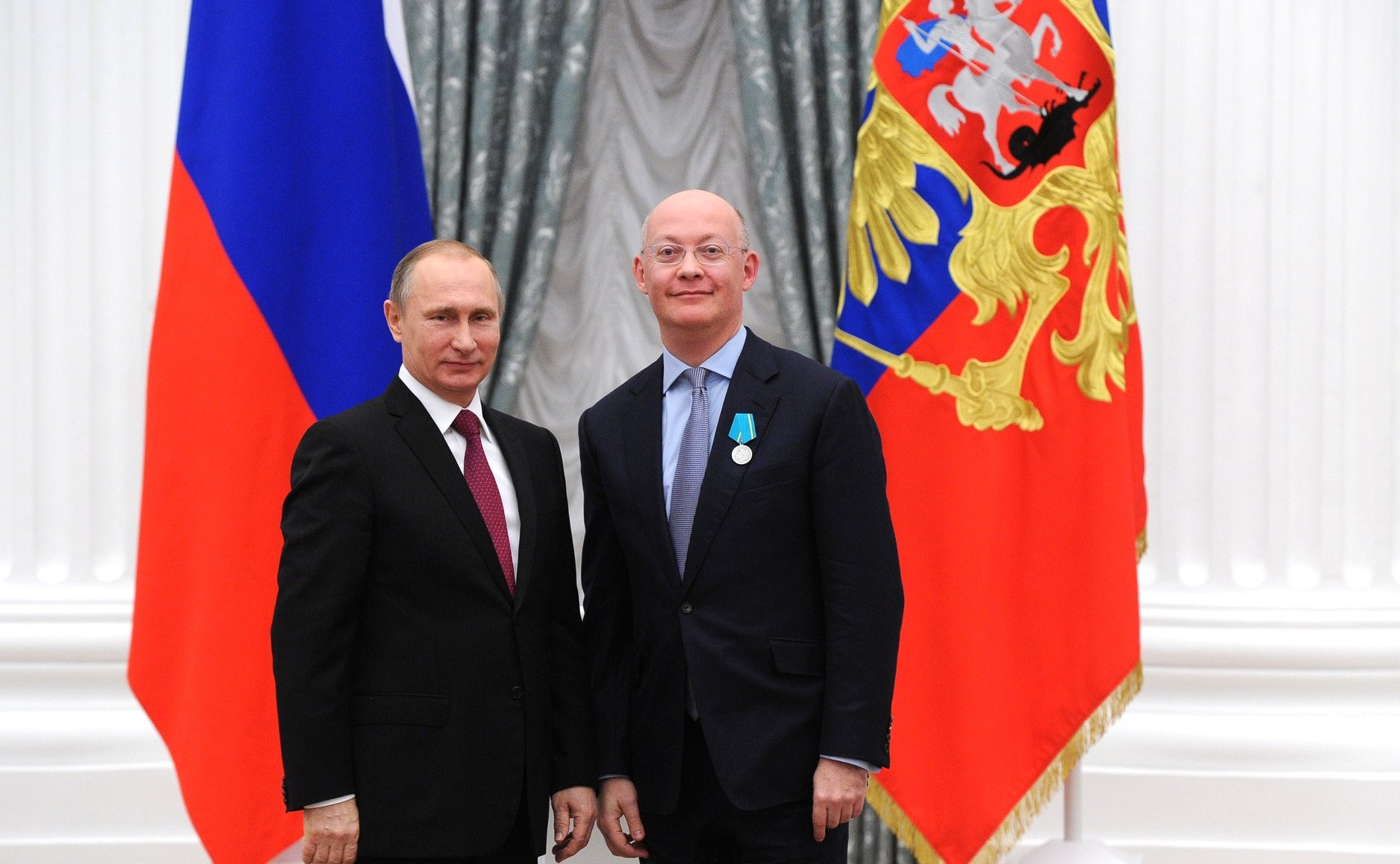
Ian Blatchford recebe a Medalha Pushkin de Vladimir Putin, em 2015

Blatchford é membro do Chartered Institute of Management Accountants (o órgão profissional de contabilidade gerencial no Reino Unido) e da Society of Antiquaries (FSA). Também foi presidente dos governadores da De Montfort University. Foi nomeado Knight Bachelor em 2019, pelos serviços à Educação Cultural.
Em 2015, foi premiado com a Medalha Pushkin, entregue pessoalmente pelo presidente da Rússia Vladimir Putin. No entanto, devolveu o prêmio em março de 2022, em resposta à Invasão da Ucrânia pela Rússia em 2022.